# Anthology of Interest II
«Anthology of Interest II» (укр. «Антологія інтересів. Частина ІІ») — вісімнадцята серія третього сезону анімаційного серіалу «Футурама», що вийшла в ефір у Північній Америці 6 лютого 2001 року. Як і раніша «Anthology of Interest I», ця серія складається з трьох «уявних» історій, що ріднить її з регулярними щорічними серіями «Treehouse of Horror» іншого серіалу авторства Мета Ґрейнінґа «Сімпсони».
Автори сценарію: Льюїс Мортон, Девід Коен, Джейсон Ґорбетт, Скотт Кербі. 
Режисер: Брет Гааланд. 
Прем'єра в Україні відбулася 26 серпня 2007 року.

## Сюжет
Професор Фарнсворт знову презентує своїй команді машину «а-що-якби?», яка, за його словами, стала досконалішою після «високоточного налаштування» (молотком). Члени команди знов отримують можливість зазирнути в різні версії альтернативної реальності.

### I, Meatbag
(укр. Я, м'ясистий)
Першим питання ставить Бендер, цікавлячись, як склалося б його життя, якби він був людиною.
В уявному сценарії професор повідомляє друзям, що винайшов процес «зворотного скам'яніння», здатний перетворити металевого робота на органічну форму життя. Дослід ставлять на Бендерові, перетворивши його на людину — огрядного білявого чоловіка середнього віку.
Після короткого терміну адаптації Бендер відкриває для себе світ чуттєвих насолод і віддається безконтрольному споживанню їжі та алкоголю, ігноруючи попередження друзів, які наполягають на тому, що справжня людина повинна вміти стримувати себе. Тиждень потому професор презентує Нобелівському комітету колишнього робота, який, внаслідок обраного ним способу життя, перетворився на гротескного товстуна, вагою в багато сотень кілограмів.
Комітет спочатку засуджує професора, але Бендер закликає їх самих покинути притаманне науковцям аскетичне життя і спробувати різноманітних насолод. Вчені проводять шалену ніч розпусти і на ранок нагороджують Бендера премією «з… хімії», відібраної в попереднього лауреата, який у той час спав або лежав без свідомості. Аж тут з'ясовується, що Бендер помер незабаром після початку учти.

### Raiders of the Lost Arcade
(укр. Шукачі загубленої «аркади»)
Наступне питання ставить Фрай: «що якби життя було схожим на відеогру?»
Сценарій починається з підписання президентом Землі Річардом Ніксоном угоди з послом планети Нінтенду 64 Конгом. Посол раптово кидає в Ніксона діжкою, що стає приводом для війни.
Завдяки глибинним знанням у сфері відеоігор, Фрая запрошують до військової штаб-квартири і представляють генералові Колліну Пакману. У цей час нінтендіанці раптово атакують Вашингтон і друзям разом з генералом доводиться тікати через підземний тунель, який нагадує лабіринт із гри «Pac-Man».
Всі вибираються на поверхню коло будівлі «Міжпланетного експреса» через трубу (таку саму, як у грі «Супер-брати Маріо»), де бачать, як нінтендіанський космічний флот під проводом інопланетянина Лррр руйнує місто Нью-Йорк. Фрай бере на себе керування рухомою гарматою і починає знищувати кораблі (в манері, що нагадує гру «Space Invaders»). Під час бою генерал Пакман гине.
На превеликий жаль, Фраю не вдається збити флагманський корабель ворожого флоту (в реальному житті він ніколи не доходив до кінця гри — останній корабель завжди збивав його старший брат). Лррр приземляється і захоплює Землю. Нінтендіанці вимагають мільйони доларів 25-центовими монетами. Земляни відмовляються платити таку данину. Проте в ході переговорів вдається досягти компромісу (про зміст переговорів див. нижче).

### Wizzin'
Останньою питання ставить Ліла, яку цікавить, як склалися би події, якби вона знайшла свою рідну планету. Професор натискає важіль машини «а-що-якби?» так енергійно, що б'є Лілу по голові, й вона падає на підлогу, знепритомнівши.
Вона приходить до тями у кабіні корабля, який несеться невідомо куди, підхоплений торнадо. Корабель падає на землю в казковій країні, намальованій у стилі перших кольорових фільмів. Приземлившись, корабель розчавлює Злу Відьму і звільняє від її влади маленький народ. Ліла взуває магічні чоботи, що лишилися від Злої Відьми. Симпатична Відьма з Півночі (Емі) радить їй знайти Професора, який живе у Смарагдовій Лабораторії на бульварі Мартіна Лютера Кінга, куди веде Золота Стежка (втім, перейменована у 1975 році). Після того, як Симпатична Відьма робить зауваження щодо «нежіночого» розміру чобіт Ліли, та розчавлює її, випустивши шасі корабля. 
Дорогою до Смарагдової Лабораторії вона зустрічає Опудало (Фрая), Механічну Людину (Бендера) і ще одну істоту (Зойдберґа). Зла Відьма з Заходу (Мама) посилає своїх летючих мавп (Ларрі, Волта й Іґнара), які викрадають друзів. Зла Відьма пропонує Лілі стати її дочкою, про яку вона завжди мріяла, і та погоджується. На радощах Бендер відкорковує шампанське, що потрапляє на Відьму, яка тане.
Повернувшись до початкового плану, друзі знов вирушають до Смарагдової Лабораторії, де зустрічають Професора «Великого і … Забудькуватого». Професор наказує Лілі тричі стукнути підборами чобіт і побажати перенестися додому. Але та вигукує «Я хочу бути відьмою!» Її костюм міняється на відьомський плащ із капелюхом, і вона миттєво перетворює професора, Фрая і Бендера на жаб. Аж тут ту на неї згори ллється вода (щось не так із туалетом, яким скористався Зойдберґ), і вона тане.
Прокинувшись у «Міжпланетному експресі», Ліла розуміє, що весь цей час лежала непритомною через удар по голові та снила, тим часом як друзі намагалися привести її до тями, а професор навіть уже намірявся розібрати її на трансплантати.

## Пародії, алюзії, цікаві факти
- Назва «I, Meatbag» (укр. Я, м'ясистий) пародіює заголовок збірки оповідань Айзека Азімова «Я, робот» (ця назва вже пародіювалася раніше в назві серії «I, Roommate»). «М'ясистий» (meatbag, буквально «м'ясний мішок») — так Бендер образливо називає всіх не-роботів.
- Костюм Бендера-людини (біла сорочка і сині штани) нагадують стандартний одяг Гомера Сімпсона.
- Після смерті Бендера, професор промовляє: «Добраніч, любий принце», цитуючи відому репліку Гораціо з «Гамлета» Шекспіра. Ця фраза також звучала у сцені загибелі Бендера в серії «Anthology of Interest I» (про український переклад цієї сцени див. нижче).
- Назва другої частини «Raiders of the Lost Arcade» (укр. Шукачі загубленої «аркади») пародіює заголовок фільму 1981 року «Raiders of the Lost Ark» (укр. Шукачі загубленого ковчега). «Аркада» — салон ігрових автоматів.
- Ця частина серії містить алюзії на численні відеоігри раннього періоду (здебільшого, 1980-х років), зокрема «Donkey Kong», «Pac-Man», «Mario Super Bros.», «Space Invaders»
- Назва «Wizzin'» пародіює назву мюзиклу «The Wiz», що є сценічною адаптацією фільму 1939 року «Чарівник з країни Оз». Сама серія є розгорнутою пародією на цей фільм.
- Першим, що бачить Ліла у Чарівній Країні, є кольоровий павич, який пародіює логотип телеканалу NBC.
- Маленький народ, врятований Лілою від Злої Відьми, складається з Двайта Конрада, К'юберта Фарнсворта, Ґронка-Лонка і Слизька із серії «Fry and the Slurm Factory» і маленького нептуніанця з серії «A Tale of Two Santas».
- Опудало-Фрай намагається налякати ґаву, читаючи їй уривок з роману жахів «Крістін» Стівена Кінга, проте безрезультатно.
- Зауваження Ліли, що вона бажає «не тільки стрибати навколо вогнища, а ще й калічити людей» є натяком на різницю між справжнім відьомством і релігією вікка.

## Особливості українського перекладу
- Коли перетворений на людину Бендер пробує потрусити «нижньою антеною», Фрай зупиняє його: «Не роби цього — осліпнеш!» (в оригіналі: «Ти змусиш Ісуса плакати!»)
- Прощання професора з Бендером («Добраніч, любий принце!») передано як «Солодких снів, наш учителю» (порівняй: у серії «Anthology of Interest I» та сама фраза перекладена як «Спи спокійно, дорогий товаришу»).
- Перед тим, як розпочати бій із кораблями прибульців, Фрай запасається двома літрами пива (в оригіналі називається безалкогольний напій «Шаста», популярний у 1980-ті).
- Зміст остаточних переговорів між землянами і нінтендіанцями в перекладі істотно перероблений. В оригінальній версії земляни відмовляються сплатити данину 25-центовими монетами, оскільки ті потрібні для автоматичних пралень. Нінтендіанці наполягають на тому, що їм також потрібно прати їхній одяг. Сторони сходяться на тому, що пратимуть свій одяг разом (наприкінці розмови Лррр знімає свій плащ і віддає землянам). У перекладі ж автоматичні пральні замінено на автомати з кавою (нінтендіанці також вимагають кави — зокрема Конг, за словами Лррр, без кави падає з будинків; компроміс досягається домовленням пити каву по черзі, проте Лррр попереджує, що знищить Землю, якщо кава виявиться без кофеїну). Епізод з віддаванням плаща в такій версії перекладу залишається незрозумілим.